# Barenton-sur-Serre
Barenton-sur-Serre es una comuna francesa, situada en el departamento de Aisne, de la región de Alta Francia.

## Demografía
| 111 | 109 | 97 | 112 | 106 | 109 | 111 | 126 |
| Para los censos de 1962 a 1999 la población legal corresponde a la población sin duplicidades (Fuente: INSEE [Consultar]) |     |    |     |     |     |     |     |